# NPO Zapp
NPO Zapp ist ein Teil des Kinderprogramms der niederländischen Rundfunkanstalt NPO. NPO Zapp sendet, zusammen mit dem Kinderkanal NPO Zappelin, tagsüber auf NPO 3. Zapp richtet sich vornehmlich an Kinder zwischen 6 und 12 Jahren, während NPO Zappelin die Altersgruppe unter 6 Jahren bedient. 
Bei NPO Zapp werden die Sendungen für Kinder und Jugendliche von AVROTROS, EO, HUMAN, KRO-NCRV, NOS, BNNVARA, NTR und VPRO ausgestrahlt.

## Ausstrahlung
Das Programm von Zapp wird ab 2:00 Uhr morgens und tagsüber über den Fernsehkanal NPO 3 gesendet. Dabei wechselt es mit Zappelin ab, wobei vormittags der Schwerpunkt auf Bildungssendungen liegt (siehe auch Schulfernsehen). Von 15.05 Uhr bis 19.30 Uhr übernimmt Zapp wieder. Am Wochenende muss Zapp nur bis 7:45 Uhr Sendezeit an Zappelin abgeben. An allen Tagen werden ab 19.25 Uhr auf NPO3 wieder Sendungen für Erwachsene ausgestrahlt.

## Geschichte
1998 wurde von dem Sender KRO ein Plan zu einem öffentlichen Kindersender vorgestellt. Von den Aufsichtsgremien des öffentlich-rechtlichen Rundfunks wurde diese Idee wohlwollend aufgenommen. Im Jahr 2000 wurden dann die vier bereits existierenden Sendeblöcke für Kinder der Sender Nederland 1 (Alles Kits der AVRO, KRO und der NCRV und KRO Kindertijd von der KRO), Nederland 2 (Xieje op 2 des EO, Teleac/NOT und der TROS) in die Kinderprogramm von Nederland 3 (NOS, NPS und der VPRO) integriert. Es entstand hierfür auch der neue Name Z@pp, wie auch fünf Jahre später Z@ppelin.

## Erscheinungsbild
Das erste formgebende Intro von Zapp zeigte Kinder in einer Art schwereloser Umgebung. Die Sendung hieß daher folgerichtig Zero Gravity und wurde vom Sendestart am 4. September 2005 bis zum 17. August 2008 ausgestrahlt.
Ab dem 18. August 2008 waren die sogenannten Zappers (Spark, Chica, B.B., Lizz und Olec) das Gesicht von Zapp. 
Die Zappers stellten die Programme vor und spielten eine führende Rolle auf der Zapp-Website. Bis zum 17. Dezember 2010 waren sie zweidimensional ausgeführt; ab dem 18. Dezember 2010 plastisch. Sie waren oft vor oder nach Werbespots, in empfehlenden Verweisen und in Programmankündigungen zu sehen.
Die ursprüngliche Schreibweise beinhaltete anstelle des Vokals das @ (Z@pp), allerdings wurde dies am 3. September 2012 auf den heutigen Namen geändert. Auch die Zappers verschwanden und machten Platz für menschliche Moderatoren, die von nun an das Gesicht der jeweiligen Sendung repräsentierten. Das Erscheinungsbild wurde aufgrund der Umbenennung in NPO Zapp am 19. August 2014 wie auch am 26. Juni 2018 neuerlich angepasst.
Zu den ausgestrahlten Filmen, Serien und Shows gehören und gehörten unter vielen anderen: Hier ist Ian, Peperbollen, Elephant Princess, Tupu, Drei Freunde ...und Jerry, Eine lausige Hexe, Gewoon Bloot, Lassie, LazyTown, Lizzie McGuire, Türkisch für Anfänger, Camp Lazlo, Dance Academy – Tanz deinen Traum! sowie Musikwettbewerbe und Sportnachrichten.

## Zeitschrift
Mit Zapp war auch eine Zeitschrift verbunden, das Zapp Magazine. Darin befanden sich unter anderem Interviews mit bekannten Niederländern, Rätsel und Quiz, Witze und Preisausschreiben.